# Quintus Fabius Vibulanus (Konsul 485 v. Chr.)
Quintus Fabius Vibulanus († 480 v. Chr.) war ein Politiker der frühen römischen Republik und gehörte der Patrizierfamilie der Fabier an.
Im Jahr 485 v. Chr. wurde Quintus erstmals Konsul an der Seite von Servius Cornelius Maluginensis. Dieses Jahr war geprägt von der Anklage und Verurteilung des Spurius Cassius Vecellinus wegen Hochverrats, die möglicherweise von den Quaestoren Kaeso Fabius Vibulanus, Bruder des Quintus, und Lucius Valerius Potitus vorangetrieben wurde. Außenpolitisch führte Quintus einen Raubzug gegen die Aequer und Volsker, wobei die Beute zugunsten des Staats verkauft wurde. Während Titus Livius berichtet, dass dies die Fabier beim Volk unbeliebt machte, betont Dionysios, dass Quintus positiv wahrgenommen wurde und dies seine spätere Wiederwahl begünstigte.
482 v. Chr. war Quintus erneut Konsul, diesmal mit Gaius Iulius Iullus. In dieser Zeit verschärften sich die Konflikte mit den Aequern, die Ortona eroberten, und es begann der Krieg gegen die Vejenter, bei dem Rom in die Defensive geriet. Die Vejenter verwüsteten römisches Gebiet, was die prekäre Lage der Stadt verdeutlichte.
Im Jahr 480 v. Chr. fand Quintus seinen Tod in einer entscheidenden Schlacht gegen die Vejenter und ihre etruskischen Verbündeten. Die Fabier zeichneten sich durch besondere Tapferkeit aus, doch der Sieg war teuer erkauft: Neben Quintus fiel auch der Mitkonsul Gnaeus Manlius. Der überlebende Konsul und Bruder des Quintus, Marcus Fabius Vibulanus, lehnte aus Trauer den angebotenen Triumph ab.